# Thomas Hobson

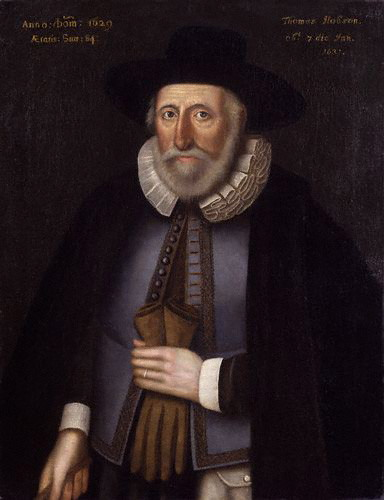
Thomas Hobson auf einem zeitgenössischen Gemälde vom 1629

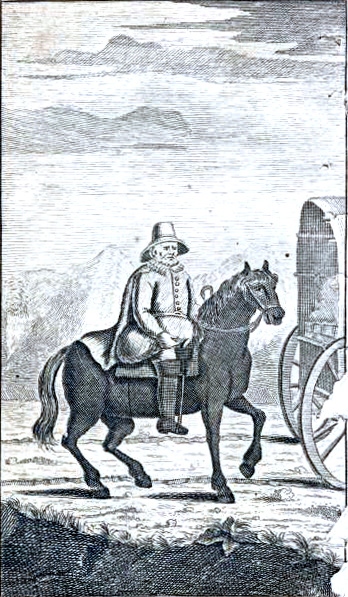
Thomas Hobson auf einer Darstellung von 1713

Thomas Hobson (* 1544; † 1. Januar 1631), manchmal auch der „Kurier von Cambridge“ genannt, ist vor allem durch den Ausdruck Hobson’s choice bekannt.
Als Kurier von Cambridge war er für die Post zwischen London und Cambridge zuständig und besaß einen Stall außerhalb der Tore des St Catharine’s College. Wenn seine Pferde nicht für die Post benötigt wurden, wurden sie an Studenten und Professoren der Universität verliehen.
Hobson stellte schnell fest, dass seine besten und schnellsten Pferde die beliebtesten und deshalb oft überarbeitet waren. Um weitere Erschöpfung seiner besten Pferde zu verhindern, führte Hobson ein striktes Rotationssystem ein, das es dem Kunden nur erlaubte, das der Reihenfolge nach nächste Pferd zu nehmen. Diese Politik des „diesen oder keinen“ wurde als Hobson’s choice bekannt, wenn eine Wahl de facto keine Wahl ist.
Der Dichter John Milton hat sowohl Hobson als auch den Ausdruck popularisiert.
Man gedenkt Hobson auch wegen seiner Beteiligung am Bau des Hobson’s Conduit. Das ist ein 1614 gebauter künstlicher Wasserlauf, der Cambridge mit sauberem Trinkwasser versorgt. Hobson war einer der wichtigsten Wohltäter des neuen Wasserlaufs. Der Hobson’s Conduit ist alternativ auch als Hobson’s Brook bekannt.